# Topraisar
Topraisar là một xã ở Hạt Constanţa, România.
Xã này có 4 làng:
- Topraisar (tên lịch sử: tiếng Thổ Nhĩ Kỳ: Toprakhisar)
- Biruinţa (tên lịch sử: Muratan)
- Moviliţa (tên lịch sử: Musurat, Regele Mihai, Filimon Sîrbu)
- Potârnichea (tên lịch sử: Abdulah)